# Witold Lewicki
Witold Lewicki (13. listopadu 1859 Zoločiv – 1931) byl rakouský novinář, národohospodář a politik polské národnosti z Haliče, na konci 19. století poslanec Říšské rady.

## Biografie
Střední školu absolvoval ve Lvově. Vystudoval historii a filozofii na Lvovské univerzitě, kde studoval v semináři u profesora Ksaweryho Liskeho. Roku 1878 vydal studii O historyografii polskiej za Zygmunta III. Studoval zde historii a později i práva. Na Lvovské univerzitě promoval roku 1882. Studoval taky na Vídeňské univerzitě. Jiný zdroj uvádí, že roku 1883 získal doktorát na Jagellonské univerzitě.
Působil jako právník, ekonom a politik. V letech 1890–1894 byl redaktorem listu Ekonomista Polski. Od roku 1902 působil v redakci listu Słowo ve Varšavě. Napsal mj. pojednání Samorząd gminny w Galicji a Polityka ekonomiczna sejmu galicyjskiego (1891). Redigoval také list Przełom vycházející ve Vídni. Byl ředitelem záložny ve Lvově a členem zemědělské společnosti v Krakově a Pilzně.
Byl i poslancem Říšské rady (celostátního parlamentu Předlitavska), kam usedl ve volbách roku 1891 za kurii městskou v Haliči, obvod Přemyšl, Grodek atd. Mandát obhájil ve volbách roku 1897, nyní za všeobecnou kurii, 9. voleb. obvod: Přemyšl, Sambir atd. Ve volebním období 1891–1897 se uvádí jako rytíř Dr. Witold Lewicki, místotajemník zemského výboru, bytem Lvov.
Ve volbách roku 1891 se uvádí jako kandidát Polského klubu. I ve volbách roku 1897 je řazen mezi polské kandidáty.